# Marcus Brown
Pour les articles homonymes, voir Brown.
Marcus Brown, né le 3 avril 1974 à West Memphis, Arkansas, est un ancien joueur américain de basket-ball.

## Biographie
Brown est le seul joueur de l'histoire de son université Murray State à avoir obtenu un total de 2 000 points, 475 rebonds, 200 passes décisives et 200 interceptions sur sa carrière universitaire de quatre années. Brown est choisi au deuxième tour de la draft 1996 par les Trail Blazers de Portland. Lors de sa saison de rookie, il est longtemps blessé et ne marque que 3,9 points en moyenne par rencontre. Libéré de son contrat dans l'été, il signe lors de la saison 1997-1998 pour les Vancouver Grizzlies mais ne dispute aucun match. Il signe pour la fin de saison pour le club français de Pau-Orthez avec lequel il devient champion de France, bien qu'il ne participe pas à la finale après une blessure au genou en play-off.
Après une nouvelle tentative en NBA avec les Pistons de Detroit - six matchs disputés et une moyenne de 1,7 point - il revient en France pour participer au triplé du CSP Limoges lors de la saison 1999-2000 : Coupe Korac 2000, championnat de France et coupe de France.
Il continue ensuite sa carrière en Europe, jouant successivement au Benetton Trévise, à l'Efes Pilsen Istanbul, au CSKA Moscou, Unicaja Málaga et au Zalgiris Kaunas, qu'il quitte en octobre 2008 pour le Maccabi Tel-Aviv. Le club lituanien, en proie à une grave crise financière, ne pouvait plus garantir son salaire.
En novembre 2007, grâce à ses 28 points face à Union Olimpija, il reprend à Luis Scola le titre de meilleur marqueur de l'histoire de l'Euroligue, titre dont il avait été dépossédé durant son absence sur blessure durant sa dernière saison avec Unicaja Málaga.
En octobre 2011, il met un terme à carrière de joueur. Il est alors le meilleur marqueur de l'histoire de l'Euroligue avec 2 715 points soit une moyenne de 15,3 points par rencontre. Il devance alors Juan Carlos Navarro de 75 points, la troisième place étant occupée par le Croate Nikola Vujčić. Peu de temps après cette date, en novembre, Navarro le dépossède de ce record en inscrivant 14 points face au club slovène de Ljubljana.

## Clubs
- 1992 : High School West Memphis (Arkansas)
- 1992-1996 :  Murray State (NCAA)
- 1996-1997 :  Trail Blazers de Portland (NBA) : blessé une grande partie de la saison (21 Matches)
- 1997 :  Vancouver Grizzlies (NBA)
- 1998 :  Élan Béarnais Pau-Orthez (Pro A)
- 1999 :  Pistons de Detroit (NBA, 6 matches)
- 1999-2000  CSP Limoges (Pro A)
- 2000-2001 :  Benetton Trévise (Lega A)
- 2001-2003 :  Efes Pilsen Istanbul (1er division)
- 2003-2005 :  CSKA Moscou (Superligue)
- 2005-2007 :  Unicaja Málaga (Liga ACB)
- 2007-2008 :  Zalgiris Kaunas (Lietuvos Krepšinio Lyga)
- 2008-2009 :  Maccabi Tel-Aviv (Ligat Toto)
- 2009-2011 :  Zalgiris Kaunas (Lietuvos Krepšinio Lyga)

## Palmarès

### Club
compétitions internationales 
- Coupe Korac 2000
- Ligue baltique 2008, 2010 et 2011

 compétitions nationales 
- Champion de France 1998 (blessé pendant les play-offs, n'a pas joué la finale)
- Champion de France 2000
- Champion de Turquie 2002, 2003
- Champion de Russie 2004, 2005
- Champion d'Espagne 2006
- Champion de Lituanie 2008 et 2011
- Champion d'Israël 2009
- Vainqueur de la Coupe de France 2000
- Vainqueur de la Coupe de Turquie 2002
- Vainqueur de la Coupe de Russie 2005
- Vainqueur de la Coupe du Président de Turquie 2002

### Distinction personnelle
- Choisi au 2e tour (46e position) par les Trail Blazers de Portland lors de la Draft 1996
- Élu MVP étranger du championnat de France en 2000
- Élu MVP du Championnat de Turquie en 2002
- 2e marqueur de NCAA avec 26.4 points par match en moyenne lors de la saison 1995-96
- Meilleur tireur de lancers-francs de la superligue russe en 2004 (93,3 %)